# General Post Office

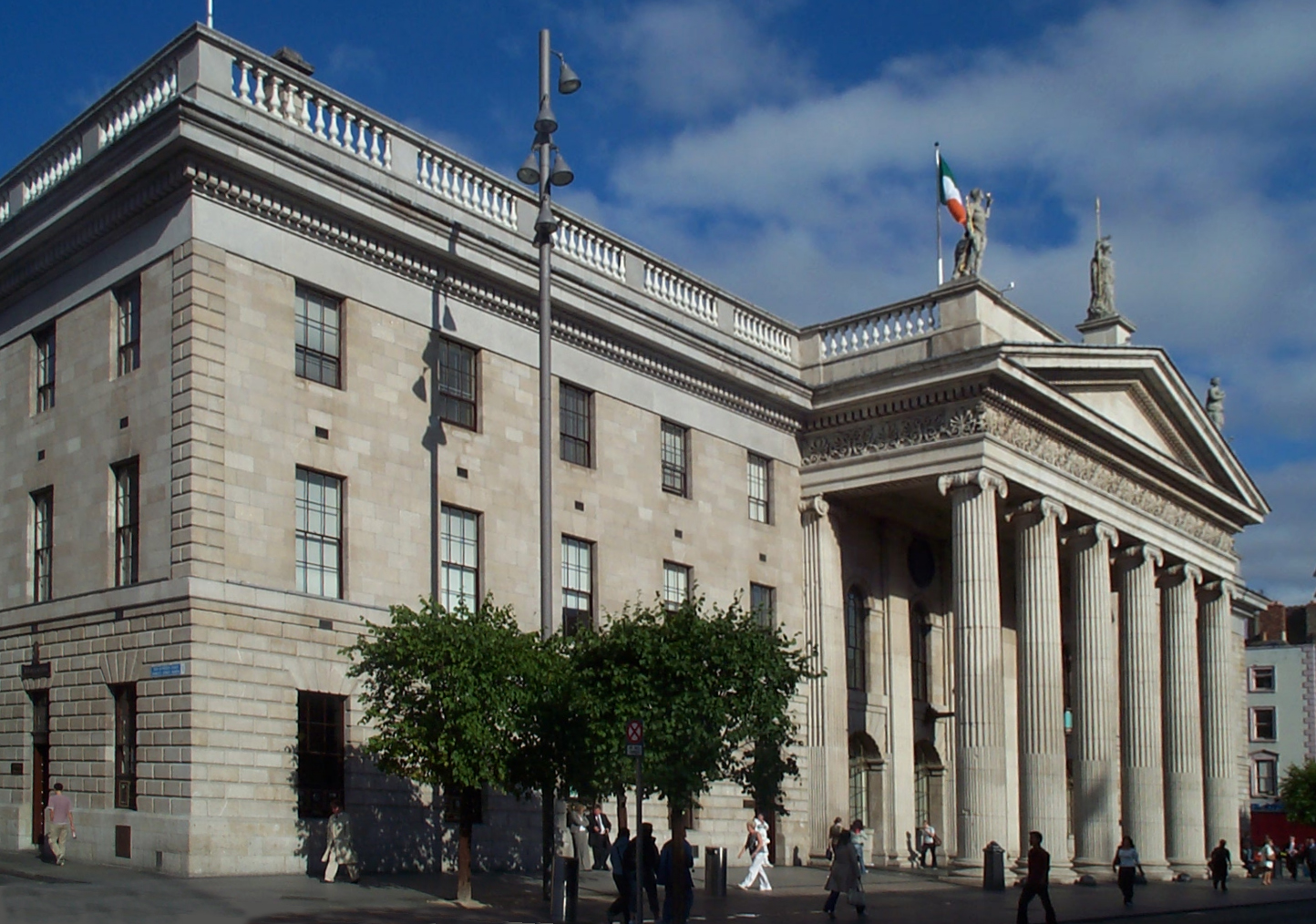
Het General Post Office in 2006.

Het General Post Office (Iers: Ard-Oifig an Phoist, "Hoofdpostkantoor", afgekort vaak GPO) van Dublin is gelegen aan O'Connell Street en is het hoofdkwartier van An Post, de Ierse posterijen.
Tijdens de Paasopstand van 1916 was het gebouw het hoofdkwartier van de opstandelingen in Dublin en werd de republiek er uitgeroepen door Patrick Pearse en James Connolly. Het gebouw werd zwaar beschadigd door oprukkende Britse troepen, slechts de façade bleef gespaard. Pas na het tot stand komen van de Ierse Vrijstaat, een aantal jaren later, werd het gebouw door de nieuwe regering gerepareerd. In de zuilen bij de ingang zijn de sporen van de opstand, in de vorm van kogelgaten, nog steeds te zien.
Voor het gebouw stond tot 1966 een erezuil voor Horatio Nelson, Nelson's Pillar. Deze werd door een IRA-bom verwoest. Sinds 2003 neemt The Spire de plaats van de zuil in.

## Galerij

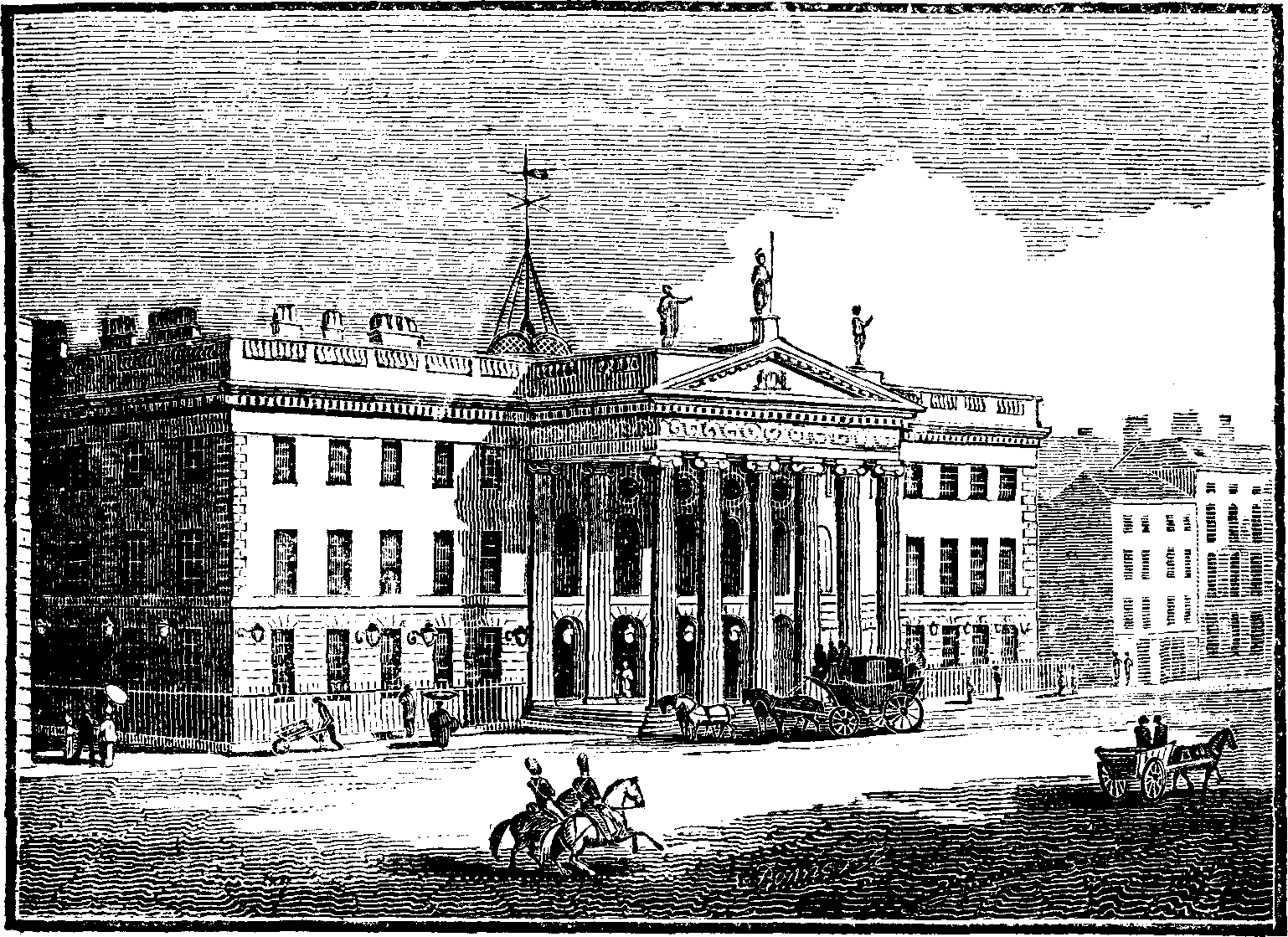
General Post Office in 1827
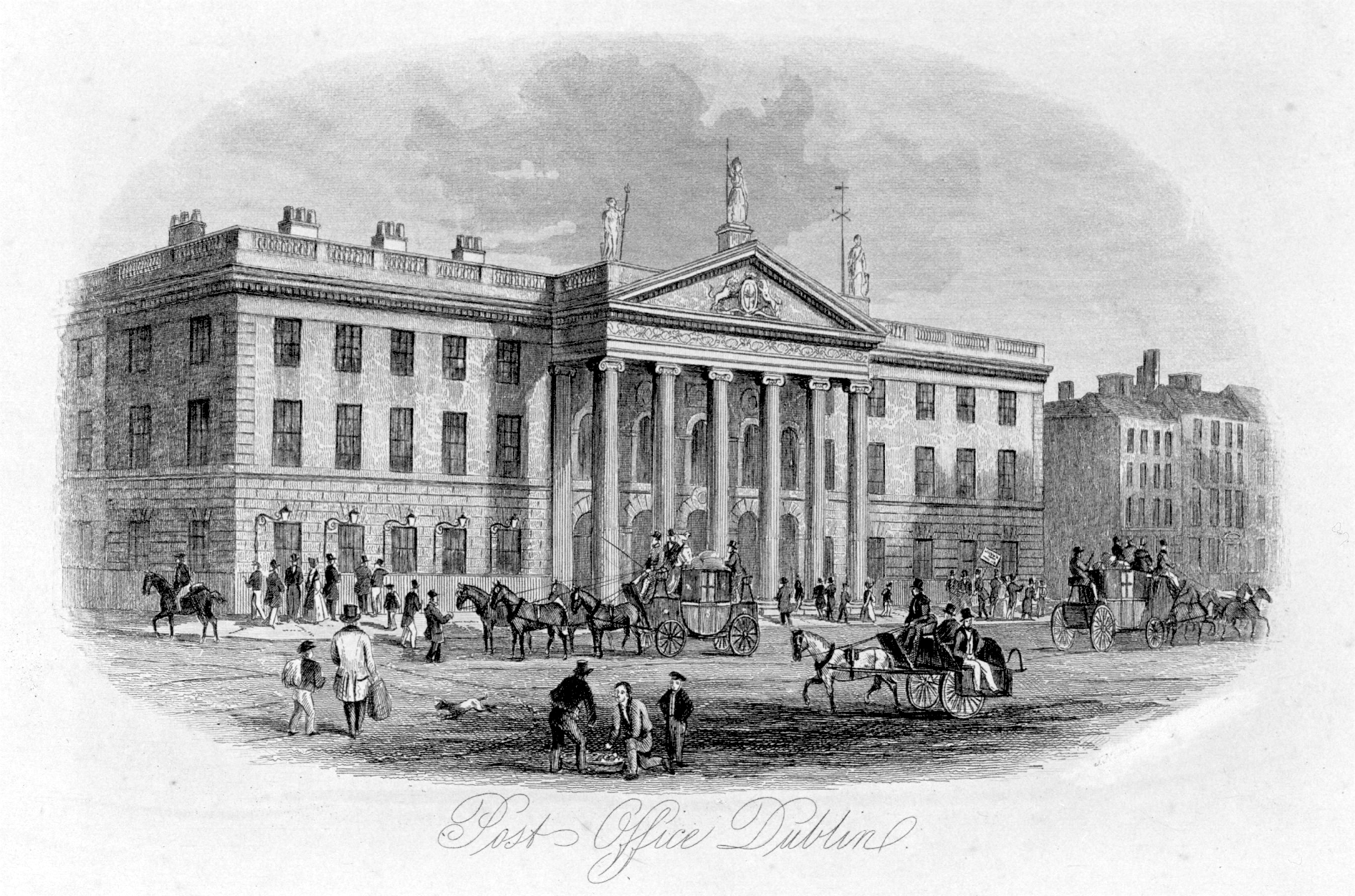
General Post Office c.1830
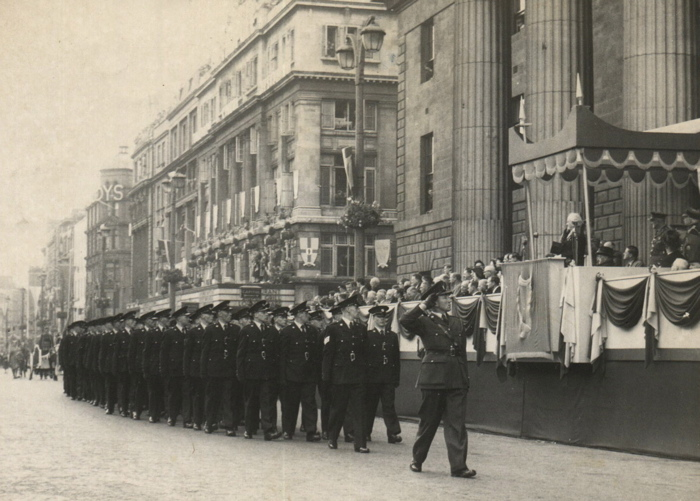
GPO in 1954
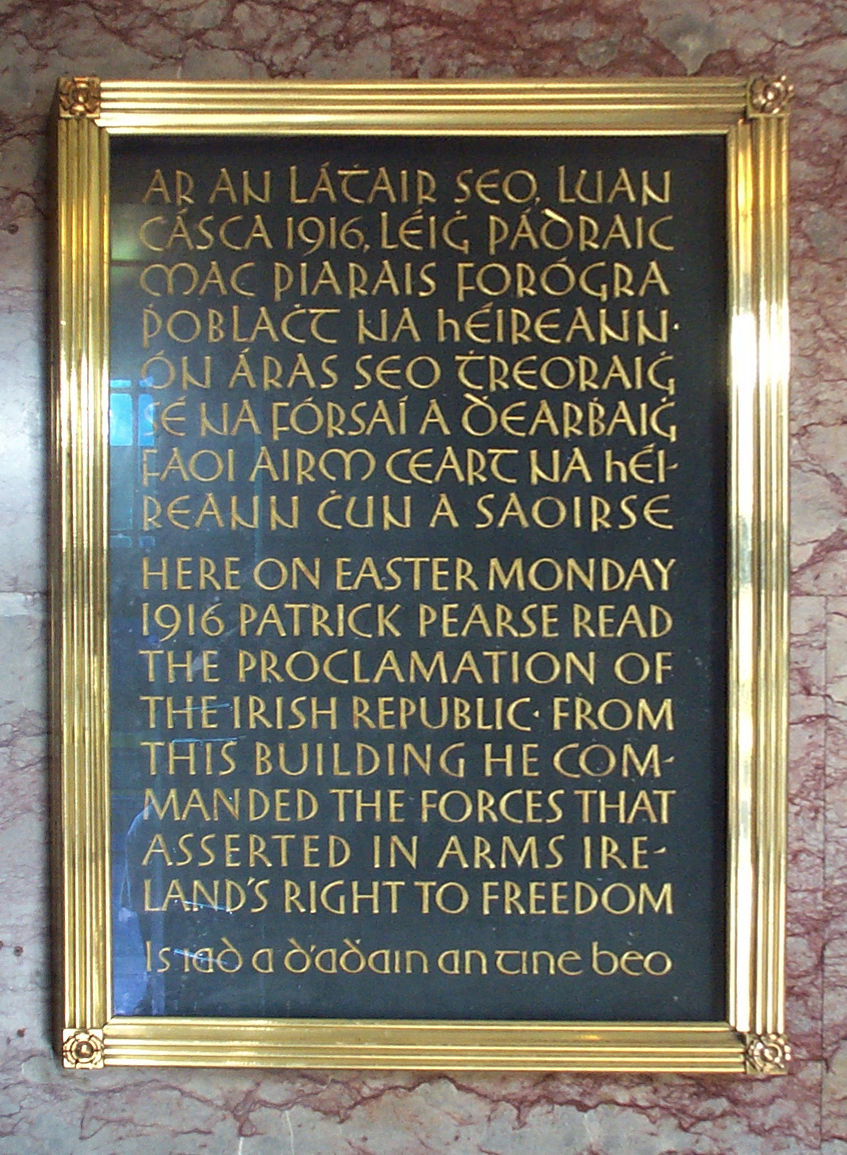
Plaquette ter herinnering aan de Paasopstand